# 이주희 (정치인)
이주희(李珠熙, 1978년 6월 13일~)는 대한민국의 변호사, 정치인이다. 제22대 국회의원이다.

## 상세
2004년과 2008년 두 차례 민주노동당 비례대표 후보(각각 9번, 5번)로 출마했으나 낙선했다. 2024년 더불어민주연합 비례대표 후보(17번)으로 출마하였으나 낙선하였다. 하지만 제21대 대선 이후 국회의원들이 이재명 정부에 입각되는 과정에서 국세청장으로 임명되어 사퇴한 임광현의 비례대표 의석을 승계받아 제22대 국회에 입성하였다.

## 학력
- 서울대학교 사범대학 지구과학교육학 학사
- 한양대학교 법학전문대학원 법학 석사

## 경력
- 서울대학교 사범대학 지구과학교육과 학생회장
- 매향리 반미구국농성단 서울대학교 단장
- 2005년: 민주노동당 전국학생위원장
- 제7회 변호사시험 합격
- 2018년~: 법무법인 다산 변호사
- 경제정의실천시민연합 시민입법위원회 위원
- 2019년: 서울지방변호사회 인권위원회 위원
- 2019년: 서울지방변호사회 인권위원회 인권침해소위원장
- 민주사회를 위한 변호사모임 언론연대 사무차장
- 한국방송통신대학교 인권센터 운영위원회 위원
- 전국경찰직장협의회 자문위원
- (주)불스원 고문변호사
- 더불어민주당 법률위원회 부위원장
- 2025년 7월 23일: 대한민국 제22대 국회의원 선거 승계(비례대표, 더불어민주당, 초선)
- 2025년 8월~: 더불어민주당 언론개혁특별위원회 위원

### 의정 활동
- 2025년 7월~: 제22대 국회의원(비례대표, 더불어민주당, 초선)
  - 2025년 7월~: 제22대 국회 전반기 과학기술정보방송통신위원회 위원

## 역대 선거 결과
|  | 13.03% |

|  | 5.7% |

|  | 26.69% |

## 같이 보기
- 대한민국 제22대 국회의원 선거 더불어민주연합 후보 목록#비례대표